# Estació del Papiol
El Papiol és una estació de ferrocarril propietat d'adif situada al municipi del Papiol a la comarca del Baix Llobregat. El nucli urbà es troba allunyat de l'estació, a la qual es pot arribar amb la línia L5 d'autobús.
L'estació es troba a la línia Barcelona-Martorell-Vilafranca-Tarragona per on circulen trens de la línia R4 de Rodalies de Catalunya operat per Renfe Operadora, servei que uneix el Bages, el Vallès Occidental i Barcelona amb Sant Vicenç de Calders via les comarques del Baix Llobregat, Alt Penedès i Baix Penedès.
L'edifici de l'estació, que es va conservar fins avui, va ser estrenat junts amb la línia de Vilafranca va entrar en servei el 10 de novembre de 1856 quan es va obrir el tram entre Molins de Rei i l'estació provisional de Martorell, fins que la línia va creuar el Llobregat i es va obrir la definitiva el 1859. Formava part de la línia de la Companyia dels Ferrocarrils de Tarragona a Barcelona i França (TBF) que el 1941 passà a Renfe. El 1859, l'empresari Narcís Menard, propietari del Vapor de Ca n'Alzamora va obtenir l'autorització reial per estudiar una connexió ferroviària de l'estació amb la seva fàbrica a Rubí. El 2007 s'hi va realitzar un pas inferior per creuar les vies.
L'any 2016 va registrar l'entrada de 175.000 passatgers.

## Serveis ferroviaris
| Rodalia de Barcelona                                    |               |       |               |                        |
| Procedència/Destinació                                  | <             | Línia | >             | Procedència/Destinació |
| Sant Vicenç de Calders Vilafranca del Penedès Martorell | Castellbisbal |       | Molins de Rei | Terrassa Manresa       |

## Tarifació
Aquesta estació està dins de la tarifa plana de l'àrea metropolitana de Barcelona, qualsevol trajecte entre dos dels municipis de l'àrea metropolitana de Barcelona es comptarà com a zona 1.